# Leslie Carter
Pour les articles homonymes, voir Leslie Carter (homonymie) et Carter.
Leslie Barbara Carter (6 juin 1986 - 31 janvier 2012) est une chanteuse américaine. Elle est la sœur du membre de Backstreet Boys Nick Carter et du chanteur Aaron Carter.

## Famille
Leslie Carter est née à Tampa, en Floride, la troisième d'une famille de cinq enfants de Jane Elizabeth Spaulding Carter et de Robert Carter (1952-2017),,,. Elle est née à la maison de retraite Garden Villa, où la famille Carter vivait et travaillait à l'époque. Elle était la sœur aînée du chanteur Aaron Carter et sa sœur jumelle, le mannequin Angel ainsi que la sœur cadette de BJ Carter et Nick Carter. Elle était la plus jeune demi-sœur de Ginger Carter. Leslie était la demi-sœur de Taylen Dobson et la demi-sœur aînée de Kanden Carter.
Le 12 septembre 2008, Leslie Carter a épousé Mike Ashton et a déménagé à Toronto, en Ontario, où elle a donné naissance à sa fille Alyssa Jane Ashton le 1er avril 2011.
Avant sa mort, Leslie prévoyait d'aller en cure de désintoxication pour surmonter sa toxicomanie avec l'aide d'Aaron, son frère. En 2019, son veuf, Mike Ashton, a obtenu une injonction contre son frère Aaron. Plus tard, Aaron a affirmé que sa sœur l'avait violé pendant trois ans, âgés de 10 à 13 ans.

## Carrière

### Premiers enregistrements
Carter a signé un contrat d'enregistrement avec Dreamworks Records en 1999 et a commencé à enregistrer son premier album. Cet album devait sortir en juin 2000, mais il a été retardé car Dreamworks voulait tester la base de fans de Carter avant de sortir l'album afin d'assurer son succès. Son single, Like Wow! est apparu sur la bande originale de Shrek et a été diffusé à la radio, culminant à la 99e place du Billboard Hot 100. Son premier album Like Wow! était finalement prévu pour le 10 avril 2001. Cependant, Dreamworks a plus tard annulé la sortie. L'annulation fait suite à un certain nombre de problèmes signalés sur le tournage de son premier clip. Des exemplaires d'enregistrements promotionnels sont ensuite devenus disponibles en ligne et Metal Mike Saunders (en) de The Village Voice l'a décrit comme « le meilleur album de genre bubblegum de toute l'ère 97-Y2K ».

### The Other Half
Leslie Carter a débuté une petite tournée de clubs au Canada en décembre 2005, et a fait un showcase à New York le 19 janvier 2006, dans l'espoir d'obtenir un nouveau contrat d'enregistrement. Les chansons interprétées lors de cette tournée l'ont amenée à abandonner ses racines pop bubblegum pour un son pop rock plus mature. Carter a co-écrit sa musique avec le guitariste de High Holy Days Dave Thompson. Fin 2006, Carter a créé le groupe The Other Half avec ses musiciens remplaçants Mike Ashton, DJ Porter, Casey Clowater, Paul Davidson et Dave Thompson. Le line-up final était composé de Carter (chant), Ashton (batterie), Jason Eldon (guitare électrique) et Sean Smit (guitare basse, chœurs). En septembre 2009, le groupe décide de se séparer.
Carter a été aperçue en train d'écrire de la musique et d'interpréter ses propres chansons pour ses frères et sœurs dans l'émission de téléréalité familiale House of Carters. Carter avait également été vue avec la chanteuse pop/R&B Nivea en janvier 2012 dans les bureaux de Capitol Records, tous deux à la recherche de contrats d'enregistrement que son frère Aaron avait promis de lui obtenir.[réf. nécessaire]

## Décès
Le 31 janvier 2012, alors âgée de 25 ans, Carter, qui s'était plainte de se sentir mal après être tombée sous la douche, a été retrouvée inconsciente au domicile de Robert et de sa belle-mère Ginger Elrod Carter, à Mayville, New York, et a été déclarée morte à son arrivée au Westfield Memorial Hospital de Westfield, New York.
Bien qu'il n'attribue pas de cause de décès, un rapport d'incident de la police du comté de Chautauqua et un rapport supplémentaire de « suivi d'overdose » ont indiqué que Carter, identifiée par son nom de femme mariée Leslie B. Ashton, avait subi une overdose et prenait les médicaments sur ordonnance olanzapine (Zyprexa), cyclobenzaprine (un relaxant musculaire) et alprazolam (Xanax). Sa fille, Alyssa, avait 10 mois lorsqu'elle est décédée.
Leslie Carter est enterrée au cimetière de Chautauqua (New York).

## Discographie

### Singles
- I Need to Hear It from You – enregistrement promotionnel [14]
- Like Wow! (en) – No. 99 US Billboard Hot 100

## Filmographie
- 2006 : House of Carters